# Марела Карачоло (Анели)
Марела Карачоло ди Кастането (на италиански: Marella Caracciolo di Castagneto), по мъж Анели, е италианска фотографка, фотомодел, текстилна дизайнерка, светска личност и колекционерка на изкуството, съпруга на Джани Анели.
Считана за модна икона, тя е обличана от много дизайнери, с които създава и близко приятелство: Оскар дела Рента, Джорджо Армани, Ив Сен Лоран, Мила Шьон, Андре Куреж, Емилио Пучи, Кристобал Баленсиага, Валентино.

## Биография

### Произход
Родена през 1927 г. във Флоренция в семейство от древната неаполитанска аристокрация, в младостта си живее в различни европейски страни следвайки баща си, дипломата Филипо Карачоло ди Кастането. Майка ѝ Маргарет Кларк е богата американска наследница от Пеория, Илинойс. Един от братята ѝ, Карло Карачоло, е основател, заедно с Еудженио Скалфари, на издателската група Еспресо – Република. Другият ѝ брат, Никола Карачоло, става журналист, учен по съвременна история и телевизионен автор.

### Младежки години между Европа и Съединените щати
Завършва средното си образование в Швейцария. Младата жена е обикната от модата. Невъзможно да не я забележат поради стройната й фигура и непринудената й елегантност. През 1947 г., по време на вечер, прекарана с брат си Карло и няколко приятели в клуб във Флоренция, тя е удостоена с титлата „Мис Флоренция“ против волята й.
През 1949 г. отива да учи рисуване и театрална сценография в Академия „Жулиан“ в Париж. По свой собствени думи тя се радва на либерално образование и не среща пречки пред намерението си да се премести в Ню Йорк през 1950 г., стига само да си намери работа, за да се издържа. Намира работа като фотомодел в студиото на фотографа Ервин Блуменфелд. Скоро се отегчава от тази работа, така че тя става негова асистентка, като по този начин се запознава с фотографията. След завръщането си в Италия през 1953 г. работи от време на време като редакторка и фотографка за издателствотото на сп. „Вог“ Condé Nast. Сприятелява се със сестрите Сузана и Мария Соле Анели, които я запознават с брат им Джани.

### Брак и потомство
Бременна във втория месец, на 19 ноември 1953 г., Марела се омъжва за Джани Анели в замъка Остхофен до Страсбург (в който град баща ѝ е генерален секретар на Съвета на Европа). Сп. „Вог“ решава да отрази сватбата, като изпраща за фотограф Робер Доано на върха на славата му. Кристобал Баленсиага създава за Марела традиционна бяла рокля от моарена коприна с дълги ръкави и пълна пола, подчертана от стегната талия; няма тиара, която да държи дългия воал, а нещо като корона от плат. Баленсиага става любимият й дизайнер.
Майка на Едоардо и Маргерита Анели, тя има осем внуци от дъщеря си: Джон, Лапо и Джиневра от първия ѝ брак с Ален Елкан, и Пиетро, София, Мария, Анна и Татяна от брака ѝ със Серж дьо Пален.
През 1960 г. в. „Ню Йорк Таймс“ я обявява за една от най-добре облечените жени на света, а Валентино я определя като женската икона на 20. век.

### Текстилна дизайнерка
През 1973 г. започва кариерата си като дизайнерка на висша мода, специализирайки се по-специално в създаването на дизайни за мебелни тъкани. През 1977 г. в САЩ е удостоена с наградата за продуктов дизайн на Resources Council Inc. Елегантността ѝ в обличането обаче я кара да се появи в Залата на славата на сп. „Венити Феър“ заедно със съпруга си Джани Анели и племенника си Лапо Елкан.

### Градинарство
Със страст към градинарството, тя става известна с това, че ръководи дизайна на градините в домовете си – Вила „Фреско на хълма в Торино и във Вилар Пероза близо до Торино, и тази в Маракеш в Мароко, където живее постоянно от 2005 г. По-късно превръщайки хобито си в професия, написва няколко книги за градинарство и фотография, включително две за оазиса Нинфа, разположен в имението Каетани в Чистерна ди Латина. В чест на тази нейна страст ѝ е посветена роза.
Била е член на Международния съвет на MOMA в Ню Йорк, на Международния съвет на Тейт в Лондон, на Борда на приятелите на ботаническата градина в Ханбъри, почетна президентка на природния резерват Торенте Кизоне във Вилар Пероза и президентка на Асоциацията на приятелите на съвременното изкуство в Торино.

### Портрети
Тя е увековечена от няколко фотографи, включително още в края на 40-те години на  XX век, Артуро Герго, Клифърд Кофин, който я изобразява заедно с други дами от италианската аристокрация за изданието на „Вог САЩ“ от 1 март 1949 г., и Ричард Аведон, който, позовавайки се на тънката й, издължена шия, я нарича „лебед“. Тя е изобразена и от Анди Уорхол, който я включва заедно със съпруга ѝ в една от прочутите си серии от цветни копринени екрани.
Има възможност да се среща с много личности от света на изкуството и литературата. Сред тях е американският писател Труман Капоти, чието приятелство е припомнено и в американския филм Infamous, където ролята на Марела се изпълнява от актрисата Изабела Роселини.

### Меценатство
Големи колекционери на изкуство, Джани и Марела Анели притежават произведения на Каналето, Белото, Канова, Мане, Реноар, Пикасо, Матис, Северини и Модилиани. Част от тази частна колекция е дарена на Фондация „Джовани и Марела Анели“ и е изложена в Пинакотека „Анели“ в Торино от септември 2002 г., няколко месеца преди смъртта на Джани Анели. Структурата, която го помещава, известна като Scrigno поради много специфичната си форма, е проектирана от Ренцо Пиано на покрива на сградата Лингото – историческата централа на Фиат.

### Смърт
Умира в дома си в Торино на 23 февруари 2019 г., малко по-малко от три месеца преди да навърши 92 години, от усложнения на болестта на Паркинсон; тя е пълен инвалид от години. Погребението ѝ се провежда в тесен кръг на 25 февруари в 11 часа сутринта в църквата „Сан Пиетро ин Винколи“ във Вилар Пероза и е председателствано от монсеньор Дерио Оливеро, епископ на Пинероло. В края на обреда тялото ѝ е погребано в семейния параклис на градските гробища.

## Произведения
- Marella Agnelli, Giardino segreto, Milano, Rizzoli, 1998
- Marella Agnelli, Marella Caracciolo, Giuppi Pietromarchi, Ninfa ieri e oggi, Torino-London-New York-Venezia, Allemandi, 1998
- Marella Agnelli, Il giardino di ninfa, Torino-London-New York-Venezia, Allemandi, 2000
- Marella Agnelli, Ho coltivato il mio giardino, Milano, Adelphi 2014
- Marella Agnelli. La signora Gocà, Piccola Biblioteca Adelphi, 2015